# Хадсон (тауншип, Миннесота)
Хадсон (англ. Hudson) — тауншип в округе Дуглас, Миннесота, США. На 2000 год его население составило 686 человек.

## География
По данным Бюро переписи населения США площадь тауншипа составляет 90,9 км², из которых 85,7 км² занимает суша, а 5,2 км² — вода (5,76 %).

## Демография
По данным переписи населения 2000 года здесь находились 686 человек, 267 домохозяйств и 197 семей.  Плотность населения —  8,0 чел./км².  На территории тауншипа расположено 340 построек со средней плотностью 4 постройки на один квадратный километр. Расовый состав населения: 98,10 % белых, 0,58 % коренных американцев, 0,15 % c Тихоокеанских островов, 0,44 % — других рас США и 0,73 % приходится на две или более других рас. Испанцы или латиноамериканцы любой расы составляли 0,44 % от популяции тауншипа.
Из 267 домохозяйств в 29,6 % воспитывались дети до 18 лет, в 66,3 % проживали супружеские пары, в 3,7 % проживали незамужние женщины и в 26,2 % домохозяйств проживали несемейные люди. 21,7 % домохозяйств состояли из одного человека, при том 9,0 % из — одиноких пожилых людей старше 65 лет. Средний размер домохозяйства — 2,57, а семьи — 3,01 человека.
23,5 % населения младше 18 лет, 9,3 % в возрасте от 18 до 24 лет, 24,1 % от 25 до 44, 29,3 % от 45 до 64 и 13,8 % старше 65 лет. Средний возраст — 41 год. На каждые 100 женщин приходилось 109,1 мужчин.  На каждые 100 женщин старше 18 приходилось 116,0 мужчин.
Средний годовой доход домохозяйства составлял 40 972 доллара, а средний годовой доход семьи —  46 458 долларов. Средний доход мужчин —  27 232  доллара, в то время как у женщин — 24 375. Доход на душу населения составил 20 897 долларов. За чертой бедности находились 4,3 % семей и 5,9 % всего населения тауншипа, из которых 14,2 % старше 65 лет.